# سائوری ایشیباشی
سائوری ایشیباشی (انگلیسی: Saori Ishibashi) کاراته کا زن ژاپنی است. وی در مسابقات کاراته قهرمانی جهان ۲۰۱۸ که در مادرید، اسپانیا برگزار شد، در مسابقات کاتای تیمی زنان مدال طلا را بدست آورد.

## دستاوردها
| سال  | رقابت                | محل              | رتبه بندی | رویداد     |
| ---- | -------------------- | ---------------- | --------- | ---------- |
| ۲۰۱۸ | مسابقات قهرمانی آسیا | امان، اردن       | یکم       | کاتای تیمی |
| ۲۰۱۸ | قهرمانی جهان         | مادرید، اسپانیا  | یکم       | کاتای تیمی |
| ۲۰۱۹ | مسابقات قهرمانی آسیا | تاشکند، ازبکستان | یکم       | کاتای تیمی |